# 영동선
영동선(嶺東線)은 경상북도 영주시 영주역과 강원특별자치도 동해시 동해역을 연결하는 한국철도공사의 철도 노선이다. 대부분의 구간이 1955년에 개통되었으며, 1962년에 완전히 개통되었다. 영주역에서 경북선, 중앙선과 만나고, 동백산역에서 태백선과 만난다. 동해역에서 향후 동해선과도 접속될 예정이다.

## 역사
영동선은 과거 묵호-철암 간의 철암선(鐵岩線)과 영주-철암 간의 영암선(榮岩線), 묵호-경포대 간의 동해북부선을 통합하여 지금에 이른다. 이들 노선은 주로 시멘트나 석탄과 같은 광물 자원의 수송을 위하여 건설되었다.

### 철암선
철암선의 경우 삼척철도주식회사에서 개통시킨 묵호항-도계 간과 도계-철암 간의 노선에서 비롯되었다. 해방 이후 미군정에 의하여 국유화되었고, 현재 묵호항-묵호 구간은 묵호항선에 편입되어 있다. 통리재 일대의 고도차가 커, 초기에는 강삭철도와 스위치백이 모두 활용되었고, 화차를 모두 분리하여 운반하고 여객은 고개를 걸어서 오르내리는 등 운영상의 어려움으로 1963년에 강삭철도를 폐지하고 우회선로를 개설하였다. 이후 속도 향상을 위하여 루프터널인 솔안터널을 2001년에 착공하여 2012년에 개통하였는데, 총 길이가 약 16.2km로 금정터널에 이어 대한민국에서 가장 긴 철도 터널이다.

### 영암선
영암선은 조선철도주식회사에서 영주-춘양 간에 놓으려던 해방 이전의 사설 철도 계획이 시초로, 해당 계획을 영춘선(榮春線)으로도 칭한다. 봉화역까지의 노선은 궤도가 부설되어 있던 것이 1946년의 홍수로 4km 가량이 유실되었고, 춘양역까지는 터널과 교량만 건설되지 않았을 뿐 대체로 공사는 진척되어 있었다. 해방 이후 석탄과 목재의 운반을 위하여 영주역부터 철암역까지를 철도로 이으려는 계획이 등장하였고, 1950년에 봉화역까지 개통하였으나 한국 전쟁으로 도중 공사가 중지되었다. 나머지 구간은 1955년과 그 이듬해에 세 차례에 걸쳐 모두 영업을 개시하였다.

## 연혁

### 일제강점기 시절
- 1936년 3월 2일: 삼척철도(三陟鐵道)에서 삼척면(정라)-소달면(도계) 간 35.7 km 사설철도의 부설을 허가받음[4]
- 1937년 3월 25일: 노선을 망상-도계 간 41.7 km로 변경함[5]
- 1938년 11월 25일: 삼척철도에서 도계리-흥전리 간 2.7 km 전용철도의 부설을 허가받음[6]
- 1939년 4월 17일: 삼척철도에서 철암리-통리 간 8.9 km 전용철도의 부설을 허가받음[7]
- 1940년 4월 19일: 삼척철도에서 흥전리-심포리 간 6.0 km 전용철도의 부설을 허가받음[8]
- 1940년 4월 23일: 삼척철도에서 심포리-통리 간 1.0 km 전용철도의 부설을 허가받음[9]
- 1940년 7월 31일: 묵호항-도계 간 41.4 km 영업 개시[10]
- 1940년 8월 1일: 도계-철암 간 19.1 km 영업 개시
- 1941년 7월 1일: 경경선 영주역 개업[11]
- 1944년 10월 16일: 조선철도(朝鮮鐵道)에서 영주-춘양 간 35.2 km 사설철도의 부설을 허가받음[12] (일명 영춘선)

### 해방이후 단선비전철 시절
- 1948년 8월 10일: 삼척철도(三陟鐵道) 국유화[13]
- 1950년 2월 1일: 영암선 영주-경북내성 간 영업 개시[14]
- 1955년 2월 1일: 영암선 경북내성-봉성 간 영업 개시[15]
- 1955년 7월 1일: 영암선 봉성-춘양 간 영업 개시[16], 경북내성역을 봉화역으로 개칭[17]
- 1956년 1월 1일: 영암선 춘양-철암 간 영업 개시[18], 영암선 완전 개통
- 1959년 12월 1일: 철암선 백산역 영업 개시[19]
- 1961년 5월 5일: 동해북부선 북평-옥계 간 영업 개시[20]
- 1962년 11월 6일: 동해북부선 옥계-경포대 간 영업 개시[21]
- 1963년 5월 20일: 심포리역 폐지[22], 철암선·영암선·동해북부선을 통합하여 영동선으로 명명[23], 통리-심포리 간 강삭철도를 우회선로로 개량 (공사명칭 황지본선)
- 1964년 1월 10일: 시동역 영업 개시[24]
- 1965년 12월 15일: 녹동역 영업 개시[25]
- 1969년 6월 23일: 평능신호소 폐지[26]
- 1969년 6월 25일: 심포리역 영업 재개[27]
- 1974년 8월 15일: 북영주신호소 영업 개시[28]
- 1974년 12월 5일: 시동역 폐지[29]
- 1975년 2월 1일: 태백신호장 영업 개시[30]

### 전철화 시대
- 1975년 12월 5일: 철암역-북평역간 전철화 개통[31]
- 1979년 3월 1일: 강릉-경포대 간 폐지[32]
- 1984년 6월 1일: 북평역을 동해역으로 개칭[33]
- 1984년 12월 1일: 태백신호장을 동백산역으로 개칭
- 1988년 4월 1일: 양원임시승강장 영업 개시[34]
- 1997년 3월 28일: 영주역-철암역 간 전철화 개통[35]
- 1997년 6월 1일: 문단·거촌·마차리·상정·도경리역 5개역을 배치간이역으로 격하[36]
- 1999년 9월 24일: 영동선 승부-분천 간 운행 중이던 제2504열차가 영주기점 62.29km-62.36km구간 250R 곡선에서 폭우로 발생한 낙석으로 인한 선로 유실로 탈선, 전복하여 기관사 사망[37]
- 2000년 1월 1일: 망상해수욕장임시승강장 영업 개시[38]
- 2004년 7월 15일: 동해-강릉간 전철화 공사 개시에 따라 일부 열차의 운행이 중지되었으며, 대체 버스를 통하여 각 역을 연계수송함
- 2005년 9월 8일: 동해-강릉역간 전철화 개통, 영동선 전 구간 전철화 개통[39]
- 2006년 11월 1일: 청량리-강릉 새마을호 및 청량리-영주-동해-강릉 간을 왕복하던 야간 무궁화호 폐지
- 2012년 6월 27일: 동백산-도계 간 강삭철도의 우회선로 및 스위치백 구간을 솔안터널으로 개량, 심포리·흥전·나한정역 폐지[40], 솔안신호장 영업 개시[41]
- 2013년 4월 12일: 관광열차 백두대간협곡열차, 중부내륙순환열차 정식 운행 개시, 비동임시승강장 가영업 개시
- 2014년 4월 15일: 비동임시승강장 영업 개시, 양원역 철도거리 명시[42]
- 2014년 7월 4일: 망상해수욕장임시승강장 이설[43]
- 2014년 9월 15일: 경강선 공사로 강릉역의 운영을 일시 중지하고, 여객 임시 종착역을 정동진역으로, 화물 종착역을 안인역으로 이관함
- 2018년 6월 28일: 영동선의 종점을 강릉역에서 청량신호소로 변경하면서 3.8km 구간 단축. 청량신호소 영업 개시, 영동선의 종점을 기존 강릉역에서 청량신호소로 변경하면서 192.7km에서 188.9km로 변경[44]
- 2018년 7월 18일: 정동진역 ~ 강릉역 구간 무궁화호 운행 재개
- 2019년 4월 17일: 철도 노선번호 변경에 따라 313으로 변경[45]
- 2020년 2월 3일: 중부내륙순환열차 운행 중지
- 2020년 3월 2일: 강릉역 ~ 동해역 구간 강릉선 KTX 운행, 강릉행 무궁화호 동해행으로 단축운행, 누리로 동해역 ~ 강릉역 구간 신설 운행
- 2020년 8월 3일:  집중호우로 철로에 토사가 유입되어 모든 열차가 운행중지[46]
- 2020년 8월 19일: 동해산타열차 운행 개시
- 2021년 1월 5일: 동해~부산 간 무궁화호 운행 중지
- 2021년 12월 31일: 경북나드리열차 운행 종료
- 2023년 7월 15일: 집중호우로 철로에 토사가 유입되거나 선로 손상으로 모든 열차가 운행중지
- 2023년 9월 1일: 청량리 ~ 동해간 ITX-마음 하루 왕복 1회 편성 운행 시작.
- 2024년 1월 8일: 집중호우 선로복구로인한 법전 - 춘양 구간 운행 재개

## 역 목록
- K : KTX
- 무 : 무궁화호
- 누 : 누리로
- A : 동해산타열차
- I : ITX-마음
- ●: 전 열차 정차, ▲: 일부 열차 정차, ｜: 미정차

| 역명         | 로마자 역명    | 한자 역명    | 역간 거리(km) | 영업 거리(km) | K          | 무 | I          | 누리로     | 동해산타열차 | 백두대간협곡열차 | 접속 노선                | 소재지         | 소재지 | 비고                     |
| ------------ | -------------- | ------------ | ------------- | ------------- | ---------- | -- | ---------- | ---------- | ------------ | ---------------- | ------------------------ | -------------- | ------ | ------------------------ |
| 영주         | Yeongju        | 榮州         | 0.0           | 0.0           | ●          | ●  | 미운행구간 | 미운행구간 | ●            | ●                | 중앙선 경북선            | 경상북도       | 영주시 |                          |
| 북영주       | Bugyeongju     | 北榮州       | 1.8           | 1.8           | 미운행구간 | ｜ | 미운행구간 | 미운행구간 | ｜           | ｜               | (북영주삼각선)           | 경상북도       | 영주시 | 신호소                   |
| 문단         | Mundan         | 文丹         | 7.2           | 9.0           | 미운행구간 | ｜ | 미운행구간 | 미운행구간 | ｜           | ｜               |                          | 경상북도       | 봉화군 | 신호장                   |
| 봉화         | Bonghwa        | 奉化         | 5.7           | 14.7          | 미운행구간 | ●  | 미운행구간 | 미운행구간 | ▲            | ▲                |                          | 경상북도       | 봉화군 |                          |
| 거촌         | Geochon        | 巨村         | 5.5           | 20.2          | 미운행구간 | ｜ | 미운행구간 | 미운행구간 | ｜           | ｜               |                          | 경상북도       | 봉화군 |                          |
| 봉성         | Bongseong      | 鳳城         | 5.5           | 25.7          | 미운행구간 | ｜ | 미운행구간 | 미운행구간 | ｜           | ｜               |                          | 경상북도       | 봉화군 |                          |
| 법전         | Beopjeon       | 法田         | 7.0           | 32.7          | 미운행구간 | ｜ | 미운행구간 | 미운행구간 | ｜           | ｜               |                          | 경상북도       | 봉화군 |                          |
| 춘양         | Chunyang       | 春陽         | 5.2           | 37.9          | 미운행구간 | ●  | 미운행구간 | 미운행구간 | ▲            | ▲                |                          | 경상북도       | 봉화군 |                          |
| 녹동         | Nokdong        | 鹿洞         | 4.8           | 42.7          | 미운행구간 | ｜ | 미운행구간 | 미운행구간 | ｜           | ｜               | 신호장                   | 경상북도       | 봉화군 |                          |
| 임기         | Imgi           | 林基         | 4.9           | 47.6          | 미운행구간 | ▲  | 미운행구간 | 미운행구간 | ｜           | ｜               |                          | 경상북도       | 봉화군 |                          |
| 현동         | Hyeondong      | 縣洞         | 5.1           | 52.7          | 미운행구간 | ▲  | 미운행구간 | 미운행구간 | ｜           | ｜               |                          | 경상북도       | 봉화군 |                          |
| 분천         | Buncheon       | 汾川         | 6.6           | 59.3          | 미운행구간 | ●  | 미운행구간 | ●          | ●            | ●                |                          | 경상북도       | 봉화군 |                          |
| 비동         | Bidong         | 肥洞         | 4.2           | 63.5          | 미운행구간 | ｜ | 미운행구간 | ｜         | ｜           | ｜               |                          | 경상북도       | 봉화군 | 임시승강장               |
| 양원         | Yangwon        | 兩元         | 2.0           | 65.5          | 미운행구간 | ●  | 미운행구간 | ●          | ●            | ●                |                          | 경상북도       | 봉화군 | 임시승강장               |
| 승부         | Seungbu        | 承富         | 3.9           | 69.2          | 미운행구간 | ●  | 미운행구간 | ●          | ●            | ●                |                          | 경상북도       | 봉화군 |                          |
| 석포         | Seokpo         | 石浦         | 7.6           | 76.8          | 미운행구간 | ●  | 미운행구간 | ●          | ｜           | ｜               |                          | 경상북도       | 봉화군 |                          |
| 동점         | Dongjeom       | 銅店         | 6.2           | 83.0          | 미운행구간 | ｜ | 미운행구간 | ｜         | ｜           | ｜               |                          | 강원특별자치도 | 태백시 |                          |
| 철암         | Cheoram        | 鐵岩         | 4.0           | 87.0          | 미운행구간 | ●  | 미운행구간 | ●          | ●            | ●                |                          | 강원특별자치도 | 태백시 |                          |
| 백산         | Baeksan        | 栢山         | 4.3           | 91.3          | 미운행구간 | ｜ | ｜         | ｜         | 미운행구간   | 미운행구간       | 태백선                   | 강원특별자치도 | 태백시 |                          |
| 동백산       | Dongbaeksan    | 東栢山       | 1.8           | 93.1          | 미운행구간 | ▲  | ｜         | ●          | 미운행구간   | 미운행구간       | (태백삼각선)             | 강원특별자치도 | 태백시 |                          |
| 솔안         | Solan          | -            | 10.0          | 103.1         | 미운행구간 | ｜ | ｜         | ｜         | 미운행구간   | 미운행구간       |                          | 강원특별자치도 | 태백시 | 신호장                   |
| 도계         | Dogye          | 道溪         | 8.2           | 111.3         | 미운행구간 | ●  | ●          | ●          | 미운행구간   | 미운행구간       |                          | 강원특별자치도 | 삼척시 |                          |
| 고사리       | Gosa-ri        | 古士里       | 4.7           | 116.0         | 미운행구간 | ｜ | ｜         | ｜         | 미운행구간   | 미운행구간       |                          | 강원특별자치도 | 삼척시 |                          |
| 하고사리     | Hagosa-ri      | 下古士里     | 1.7           | 117.7         | 미운행구간 | ｜ | ｜         | ｜         | 미운행구간   | 미운행구간       |                          | 강원특별자치도 | 삼척시 | 무인역                   |
| 마차리       | Macha-ri       | 馬次里       | 3.5           | 121.2         | 미운행구간 | ｜ | ｜         | ｜         | 미운행구간   | 미운행구간       |                          | 강원특별자치도 | 삼척시 |                          |
| 신기         | Singi          | 新基         | 5.4           | 126.6         | 미운행구간 | ▲  | ｜         | ●          | 미운행구간   | 미운행구간       |                          | 강원특별자치도 | 삼척시 |                          |
| 상정         | Sangjeong      | 上鼎         | 5.2           | 131.8         | 미운행구간 | ｜ | ｜         | ｜         | 미운행구간   | 미운행구간       |                          | 강원특별자치도 | 삼척시 | 신호장                   |
| 미로         | Miro           | 未老         | 4.7           | 136.5         | 미운행구간 | ｜ | ｜         | ｜         | 미운행구간   | 미운행구간       |                          | 강원특별자치도 | 삼척시 |                          |
| 도경리       | Dogyeong-ri    | 桃京里       | 3.6           | 140.1         | 미운행구간 | ｜ | ｜         | ｜         | 미운행구간   | 미운행구간       |                          | 강원특별자치도 | 삼척시 | 신호장                   |
| 동해         | Donghae        | 東海         | 7.5           | 147.6         | ●          | ●  | ●          | ●          | 미운행구간   | 미운행구간       | 삼척선, 북평선, 묵호항선 | 강원특별자치도 | 동해시 |                          |
| 묵호         | Mukho          | 墨湖         | 6.0           | 153.6         | ●          | ●  | 미운행구간 | ●          | 미운행구간   | 미운행구간       | 묵호항선                 | 강원특별자치도 | 동해시 |                          |
| 망상         | Mangsang       | 望祥         | 6.0           | 159.6         | ｜         | ｜ | 미운행구간 | ｜         | 미운행구간   | 미운행구간       |                          | 강원특별자치도 | 동해시 | 무인역                   |
| 망상해수욕장 | Mangsang Beach | 望祥海水浴場 | 0.9           | 161.5         | ｜         | ｜ | 미운행구간 | ｜         | 미운행구간   | 미운행구간       |                          | 강원특별자치도 | 동해시 | 임시승강장               |
| 옥계         | Okgye          | 玉溪         | 3.7           | 165.1         | ｜         | ｜ | 미운행구간 | ｜         | 미운행구간   | 미운행구간       |                          | 강원특별자치도 | 강릉시 |                          |
| 정동진       | Jeongdongjin   | 正東津       | 11.4          | 176.5         | ●          | ●  | 미운행구간 | ●          | 미운행구간   | 미운행구간       |                          | 강원특별자치도 | 강릉시 |                          |
| 안인         | Anin           | 安仁         | 7.1           | 183.6         | ｜         | ｜ | 미운행구간 | ｜         | 미운행구간   | 미운행구간       |                          | 강원특별자치도 | 강릉시 |                          |
| (분기점)     |                |              | (3.7)         | (187.3)       |            |    | 미운행구간 |            | 미운행구간   | 미운행구간       | 강릉삼각선               | 강원특별자치도 | 강릉시 | 영주 기점 187.319km 지점 |
| 청량         | Cheongnyang    | 靑良         | 5.3           | 188.9         | ｜         | ｜ | 미운행구간 | ｜         | 미운행구간   | 미운행구간       |                          | 강원특별자치도 | 강릉시 | 신호소                   |
| 강릉         | Gangneung      | 江陵         |               |               | ●          | ｜ |            |            | 미운행구간   | 미운행구간       | 경강선                   | 강원특별자치도 | 강릉시 |                          |

## 노선 정보
- 궤간 : 표준궤
- 노선 연장 : 147.6km
- 전철화 구간 : 전 구간
- 전철화 방식 : 교류 25000V, 60Hz
- 복선 구간 : 없음
- 신호 체계 : ATS
- 통행 방향 : 좌측 통행

## 지선 노선
영동선에는 총 3개의 지선 철도가 있다.
| 번호  | 노선 명칭 | 기점   | 종점   | 연장(km) | 비고 |
| ----- | --------- | ------ | ------ | -------- | ---- |
| 31301 | 삼척선    | 동해역 | 삼척역 | 12.9     |      |
| 31302 | 북평선    | 동해역 | 삼화역 | 6.4      |      |
| 31303 | 묵호항선  | 동해역 | 묵호역 | 5.9      |      |

### 삼척선
삼척선은 동해역과 삼척역을 연결하는 철도 노선이다. 일제강점기 당시 동해선 건설 과정에서 추진되었던 노선이며, 1939년에 착공, 1944년에 완공했다. 국토교통부의 한국철도영업거리표 상 노선 번호는 31301이다.

### 북평선
북평선은 동해역과 삼화역을 연결하는 철도 노선이다. 동해시 서쪽의 시멘트 공장과 영동선을 연결시키기 위해 건설된 화물 철도이며, 국토교통부의 한국철도영업거리표 상 노선 번호는 31302이다.

### 묵호항선
묵호항선은 동해역과 묵호항역을 경유하여 묵호역을 연결하는 철도 노선이다. 묵호항 항만인입선 역할을 하는 화물 철도이며, 국토교통부의 한국철도 영업거리표상 노선 번호는 31303이다.

## 영동선의 교통량

### 열차 통과량
2023년도 철도통계연보에 따르면, 영동선을 경유하는 정기열차의 운행 빈도는 다음과 같다.
(단위 : 회/일, 작성기준 : 편도, 주중)
| 운행구간          | 선로용량 | 고속열차 | 일반여객 | 컨테이너 | 일반화물 | 운행총계 |
| ----------------- | -------- | -------- | -------- | -------- | -------- | -------- |
| 영주 - 철암       | 49       | 0        | 5        | 2        | 3        | 10       |
| 철암 - 동백산     | 73       | 0        | 5        | 1        | 2        | 8        |
| 동백산 - 동해     | 26       | 0        | 11       | 1        | 6        | 18       |
| 동해 - 청량신호소 | 49       | 5        | 9        | 0        | 0        | 14       |

### 이용객 변동
다음 자료는 2000년부터 2015년까지 한국철도공사 한국철도통계 내용을 모은 것이다.
| 구분       | 이용 인원수 (명) | 이용 인원수 (명) | 이용 인원수 (명) | 이용 인원수 (명) | 이용 인원수 (명)             | 이용 인원수 (명)             | 이용 인원수 (명)             | 이용 인원수 (명)             | 이용 인원수 (명)             | 이용 인원수 (명)             | 이용 인원수 (명)             | 이용 인원수 (명)             | 이용 인원수 (명)             | 이용 인원수 (명)             | 이용 인원수 (명)             | 이용 인원수 (명)             | 각주   |
| 구분       | 2000년           | 2001년           | 2002년           | 2003년           | 2004년                       | 2005년                       | 2006년                       | 2007년                       | 2008년                       | 2009년                       | 2010년                       | 2011년                       | 2012년                       | 2013년                       | 2014년                       | 2015년                       | 각주   |
| ---------- | ---------------- | ---------------- | ---------------- | ---------------- | ---------------------------- | ---------------------------- | ---------------------------- | ---------------------------- | ---------------------------- | ---------------------------- | ---------------------------- | ---------------------------- | ---------------------------- | ---------------------------- | ---------------------------- | ---------------------------- | ------ |
| 비둘기     | 0                | 0                | 0                | 0                | 0                            | 0                            | 0                            | 0                            | 0                            | 0                            | 0                            | 0                            | 0                            | 0                            | 0                            | 0                            | [ 47 ] |
| 통일(통근) | 221,907          | 196,057          | 152,382          | 134,383          | 34,935                       | 0                            | 0                            | 21                           | 0                            | 13,083                       | 0                            | 0                            | 0                            | 0                            | 0                            | 0                            | [ 47 ] |
| 무궁화     | 1,173,652        | 1,186,119        | 893,753          | 782,865          | 802,177                      | 789,822                      | 728,547                      | 752,571                      | 726,302                      | 675,705                      | 789,005                      | 848,503                      | 869,606                      | 952,735                      | 876,627                      | 657,988                      | [ 47 ] |
| 새마을     | 27,839           | 27,611           | 22,878           | 28,529           | 29,956                       | 33,000                       | 28,346                       | 5,355                        | 9,245                        | 40,990                       | 2,392                        | 13,204                       | 5,398                        | 0                            | 215,289                      | 180,668                      | [ 47 ] |
| 건설       | 8,949            | 9,216            | 9,185            | 12,054           | 각 종별 열차 이용객에 포함됨 | 각 종별 열차 이용객에 포함됨 | 각 종별 열차 이용객에 포함됨 | 각 종별 열차 이용객에 포함됨 | 각 종별 열차 이용객에 포함됨 | 각 종별 열차 이용객에 포함됨 | 각 종별 열차 이용객에 포함됨 | 각 종별 열차 이용객에 포함됨 | 각 종별 열차 이용객에 포함됨 | 각 종별 열차 이용객에 포함됨 | 각 종별 열차 이용객에 포함됨 | 각 종별 열차 이용객에 포함됨 | [ 47 ] |
| 정기권     | 17,990           | 15,089           | 11,736           | 9,459            | 각 종별 열차 이용객에 포함됨 | 각 종별 열차 이용객에 포함됨 | 각 종별 열차 이용객에 포함됨 | 각 종별 열차 이용객에 포함됨 | 각 종별 열차 이용객에 포함됨 | 각 종별 열차 이용객에 포함됨 | 각 종별 열차 이용객에 포함됨 | 각 종별 열차 이용객에 포함됨 | 각 종별 열차 이용객에 포함됨 | 각 종별 열차 이용객에 포함됨 | 각 종별 열차 이용객에 포함됨 | 각 종별 열차 이용객에 포함됨 | [ 47 ] |
| 합계       | 1,450,337        | 1,434,092        | 1,089,934        | 967,290          | 867,068                      | 822,822                      | 756,893                      | 757,947                      | 735,547                      | 729,778                      | 791,397                      | 861,707                      | 875,004                      | 1,163,651                    | 1,091,916                    | 838,656                      | [ 47 ] |